# Койл, Эния
Э́ния Койл (ирл. Eithne Ni Cumhaill, англ. Eithne Coyle; 1897—1985) — ирландская гражданская активистка, революционерка, участница организаций «Совет ирландских женщин» (СИЖ) и Гэльская лига.

## Биография

### Ранние годы
Родилась в Килулте, что в графстве Донегол, в семье Чарльза Койла и Мэй Макхью. Была младшей из семерых детей. Один из братьев Энии, Донал, служил комендантом в 1-й Северной дивизии ирландских добровольцев.   

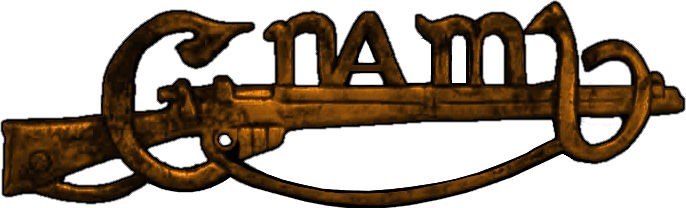
Логотип «Совета ирландских женщин»

### Активизм
В 1917 году вступила в «Совет ирландских женщин», активно собирала средства на нужды организации, выступала против воинской обязанности. Будучи главой отделения «Совета ирландских женщин» в Донеголе, Койл играла ведущую роль в мобилизации своих союзников для агитации от Шинн Фейн на парламентских выборах 1918 года. Некоторое время жила в Данганноне между 1918 и 1919 годами. Затем переехала в графство Лонгфорд, для открытия новых отделений «СИЖ». Впоследствии Койл стала организатором Гэльской лиги в графстве Роскоммон.

### Война за независимость Ирландии
Во время ирландской войны за независимость Койл жила в зоне Лонгфорда и Роскоммона. Она предоставляла наброски местного полицейского участка тамошней Ирландской республиканской армии (ИРА). Эния регулярно подвергалась преследованиям со стороны чёрно-пегих в Роскоммоне; её дом дважды разрушали члены организации. Она была арестована в канун нового 1921 года и приговорена к трём годам каторжных работ за помощь членам ИРА. Согласно уставам СИЖ, она отказалась признать вину во время суда. В своих записях Койл отмечала: «Я читала газету на протяжении всей этой комедии и только один раз подняла глаза, чтобы сказать председателю, что он тратит своё драгоценное время зря, поскольку я не признаю его фиктивный суд. Из-за того, что я говорила по-ирландски один из полицейских должен был перевести эти мои семь мудрых слов».
Койл, вместе со своей сокарменицей Линдой Кирнс, разработала план побега из тюрьмы. 31 октября 1921 года Койл, Кирнс вместе с двумя другими заключёнными  — Мэри Берк и Эйлин Кео, при содействии надзирателей тюрьмы, перебрались через её стену и скрылись на автомобилях, управляемых их союзниками.